# Carpegna
Carpegna – miejscowość i gmina we Włoszech, w regionie Marche, w prowincji Pesaro i Urbino.
Według danych na rok 2004 gminę zamieszkuje 1606 osób, 57,4 os./km².

## Urodzeni w Carpegni
- Aleksander Mańkowski – polski pisarz